# Bruno Braquehais

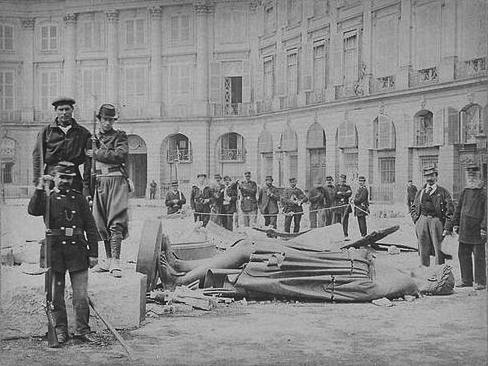
Bruno Braquehais: Komunardi pózují u povalené sochy Napoleona, 8. května 1871

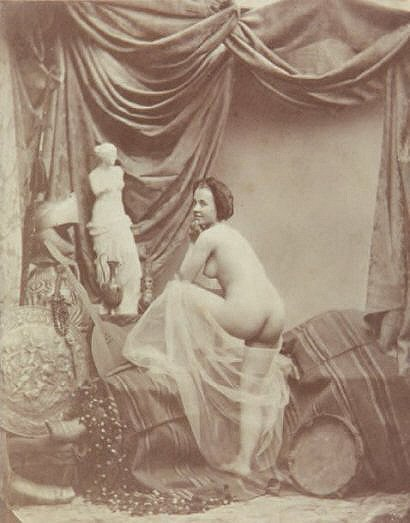
Bruno Braquehais: Studie aktu s Mélskou Venuší, 1853

Auguste Bruno Braquehais (28. ledna 1823 Dieppe, Seine-Maritime, Francie – 13. února 1875 La Celle-Saint-Cloud, Francie) byl francouzský fotograf působící hlavně v Paříži v polovině 19. století. Fotograficky zdokumentoval hlavně Pařížskou komunu v roce 1871 a jeho dílo je považováno za významný příklad počátku fotografické žurnalistiky. Po jeho smrti na něj bylo zapomenuto, později však byla jeho práce znovuobjevena – v průběhu příprav na sté výročí Komuny v roce 1971 a jeho fotografie se od té doby vystavovaly v mnoha muzeích, například v Musée d'Art et d'Histoire, Musée d'Orsay a muzeu Carnavalet.

## Život a dílo
Narodil se v roce 1823 v Dieppe v Seine-Maritime. Jako neslyšící od svého útlého věku navštěvoval Institut royal des sourds et muets (Královský institut pro hluchoněmé) v Paříži. Do roku 1850 pracoval jako litograf v Caen, když se pak setkal s fotografem Alexisem Gouinem (asi 1790–1855) a přestěhoval se do Paříže pracovat do jeho ateliéru. Gouin se specializoval na barevné daguerrotypie (které kolorovala jeho nevlastní dcera Laure) a stereoskopické desky.
V roce 1852 si Braquehais otevřel vlastní ateliér na Rue de Richelieu v Paříži, kde se specializoval na snímky ženských aktů. Po Gouinově smrti v roce 1855 převzal Gouinovo studio s Gouinovou vdovou a nevlastní dcerou (sám si jeho nevlastní dceru vzal, ale ze zdrojů není jasné, zda to bylo před Gouinovou smrtí nebo po ní). V roce 1863, po smrti Gouinovy vdovy, si Braquehais otevřel nové studio s názvem Paris Photography na Boulevard des Italiens. Jeho díla byla v roce 1864 vystavena na Société française de photographie a také na Světové výstavě v roce 1867.
V březnu 1871 převzala skupina rozčarovaných vojáků, pracujících a profesionálů kontrolu nad Paříži a vytvořila vládu známou jako Pařížská komuna. To byla jedna z prvních významných událostí ve Francii, která byla dokumentována fotografy. Zatímco se mnoho z těchto fotografů zaměřilo na trosky a destrukce v důsledku pádu komuny, Braquehais se zaměřil na fotografování účastníků a událostí, nejvíce však stržení Vendômského sloupu. Braquehais publikoval 109 svých fotografií v knížce Paříž během Komuny. Po pádu Komuny vládní úřady použily jeho fotografie k vypátrání a zatčení příznivců Komuny.
V letech po Pařížské komuně Braquehais bojoval se svou finanční situací, ačkoli měl reklamní fotografické práce pro hodinářskou společnost. Od počátku roku 1874 byl jeho podnik v konkurzu, a sám byl na 13 měsíců uvězněn pro ztrátu důvěry. Zemřel v únoru 1875, několik dní po svém propuštění.

## Dílo
Jeho první fotografie jsou především portréty a nahé ženy, řadu z nich kolorovala jeho žena Laure. Někteří umělečtí kritici poukázali na to, že mnoho z jeho fotografií je přeplněno „rušivými předměty“ (například Studie aktu s Mélskou Venuší), což způsobuje izolaci modelky. Pozoruhodné jsou jeho portréty skladatele Ludwiga Minkuse a choreografa Arthura Saint-Léona.
Na 109. dokumentárních snímcích zachytil vzrůst a pád Pařížské Komuny. Jeho snímky dokumentovaly scény poražení Vendômského sloupu, obsahují výjevy sloupu před jeho pádem, scény zobrazující dělníky s lany připravenými stáhnout sochy dolů, a fotografie Komunardů vedle svržené sochy Napoleona, která zdobil vrcholek sloupu. Braquehais také pořídil řadu fotografií různých barikád Komunardů, které postavili v očekávání invaze republikánských sil, vojska shromážděná u paláce Palais des Tuileries a Porte Maillot a ruiny Maison Thiers.
Jeho fotografie se vystavovaly v mnoha muzeích, například v Musée d'Orsay, Musée d'Art et d'Histoire v St. Denis, Muzeu Carnavalet nebo v Budapešťském muzeu. Jeho snímky jsou součástí sbírek například v Metropolitan Museum of Art, Bibliothèque Nationale a Bibliothèque historique de la ville de Paris.

## Galerie

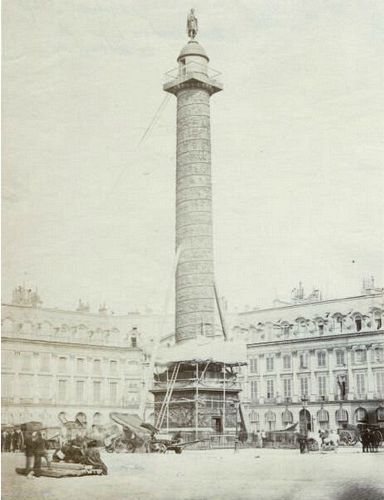
Vendômský sloup před pádem
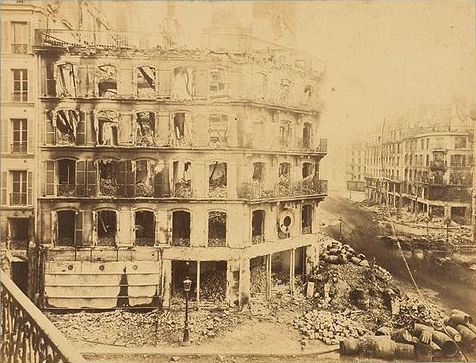
Ruiny na rohu St. Martin a Rivoli
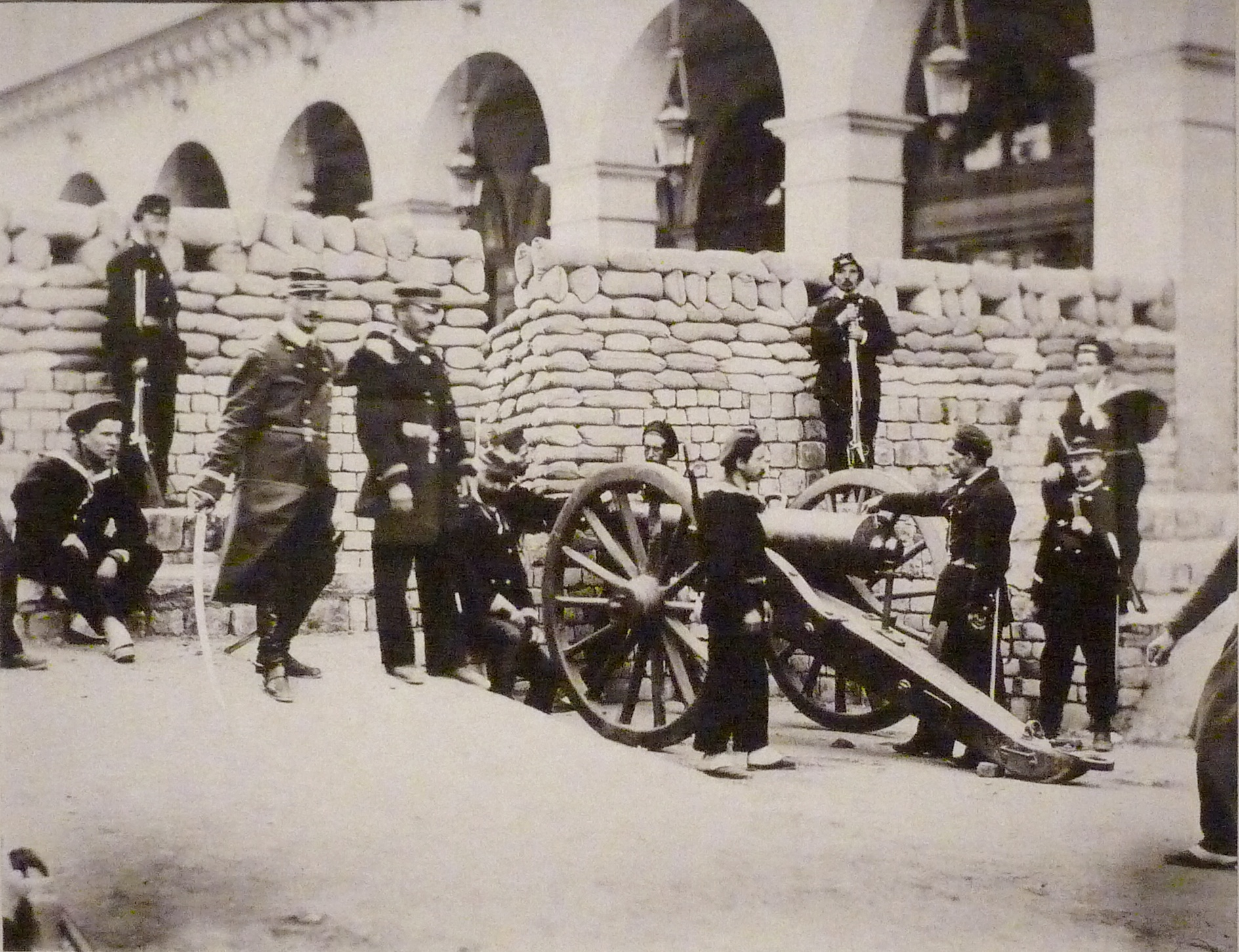
Barikády Pařížské komuny
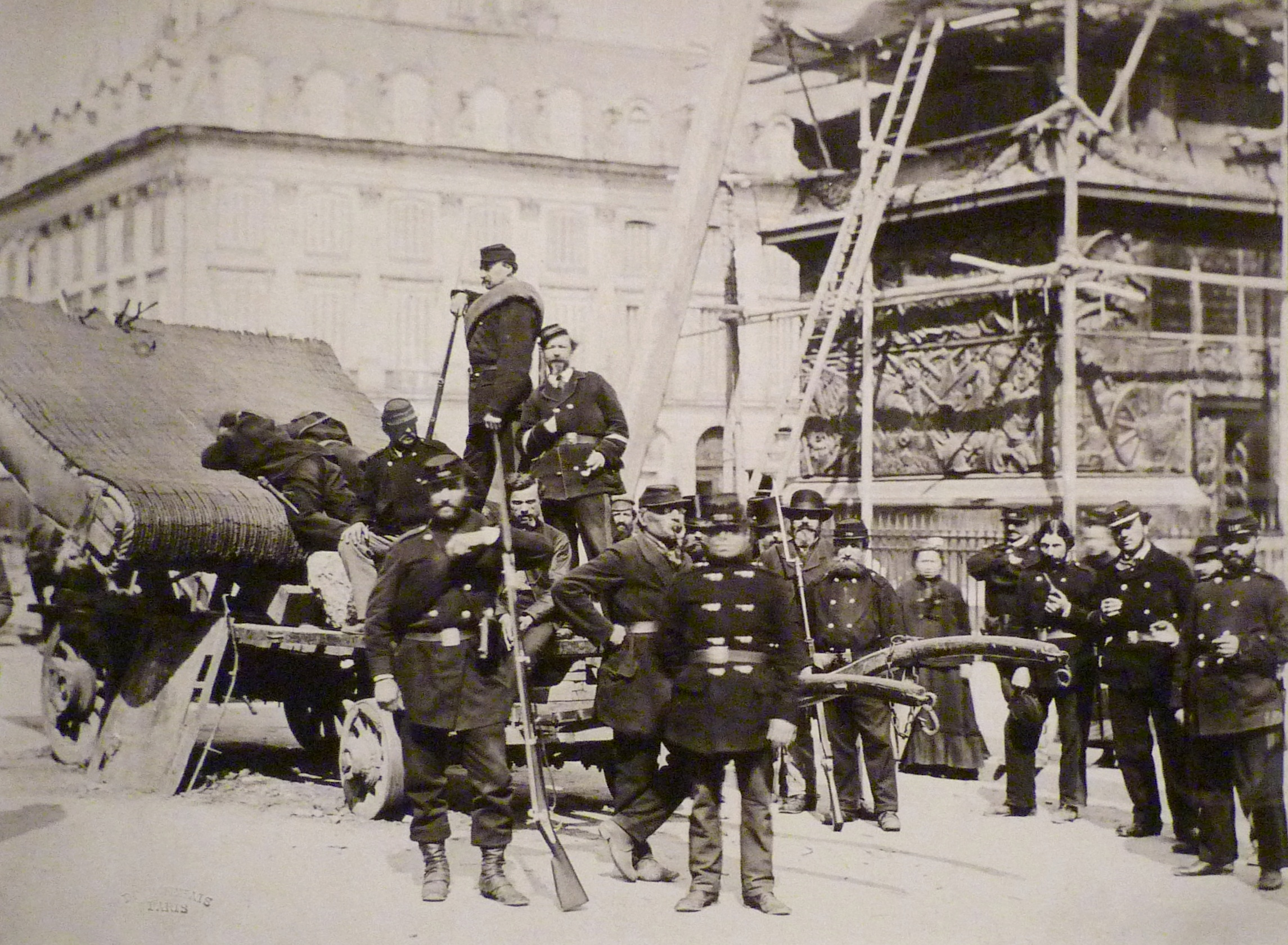
Komunardi
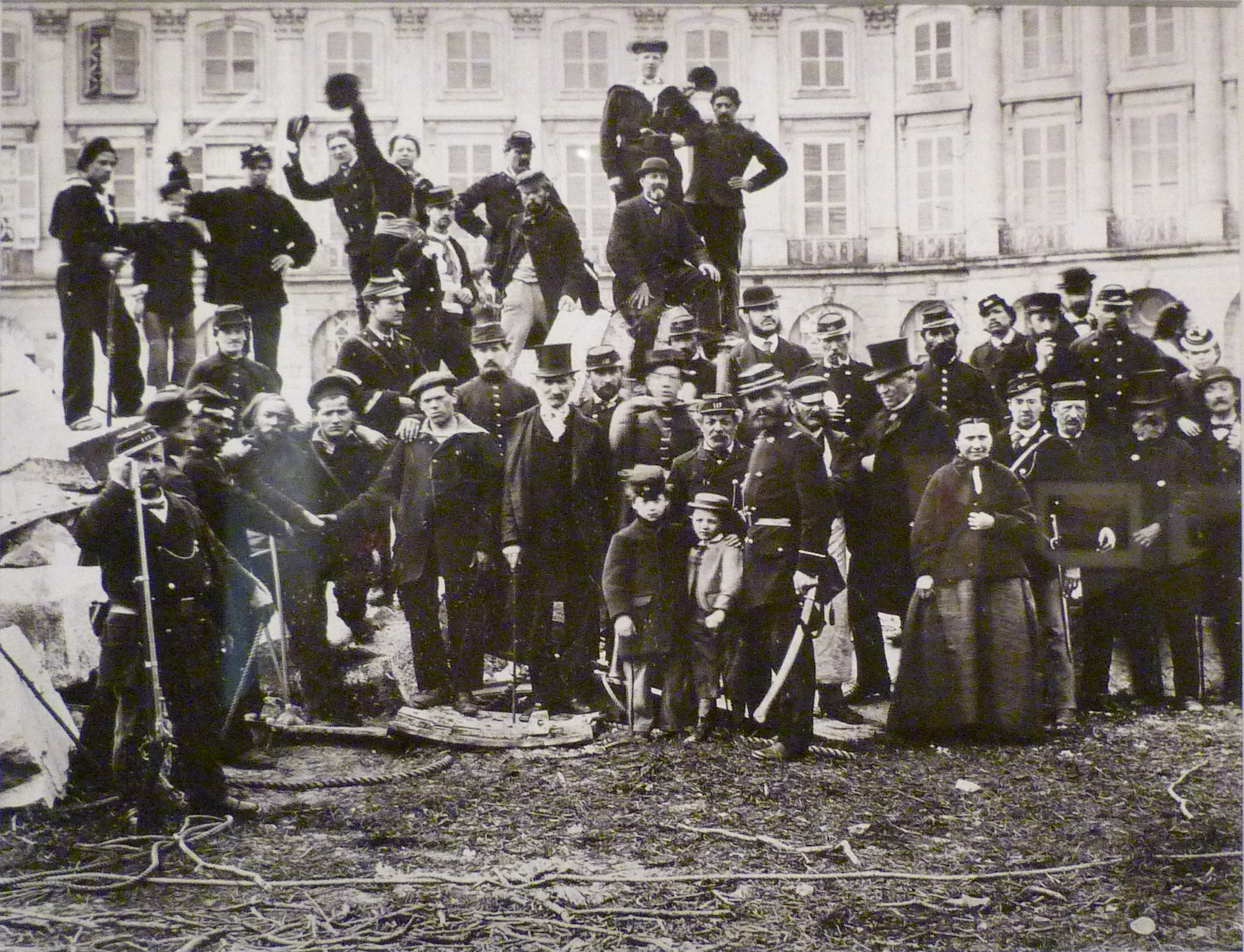
Komunardi
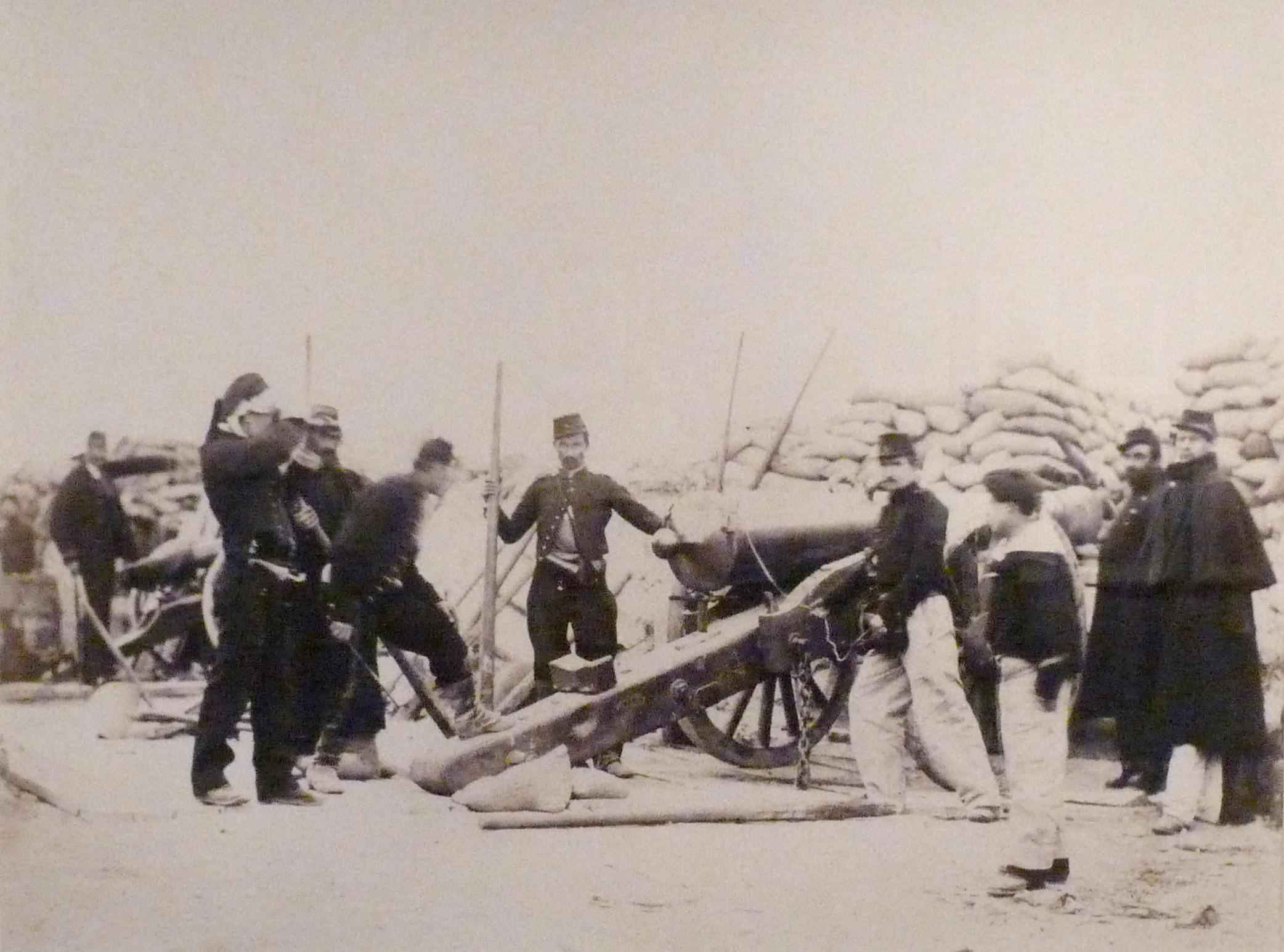
Komunardi
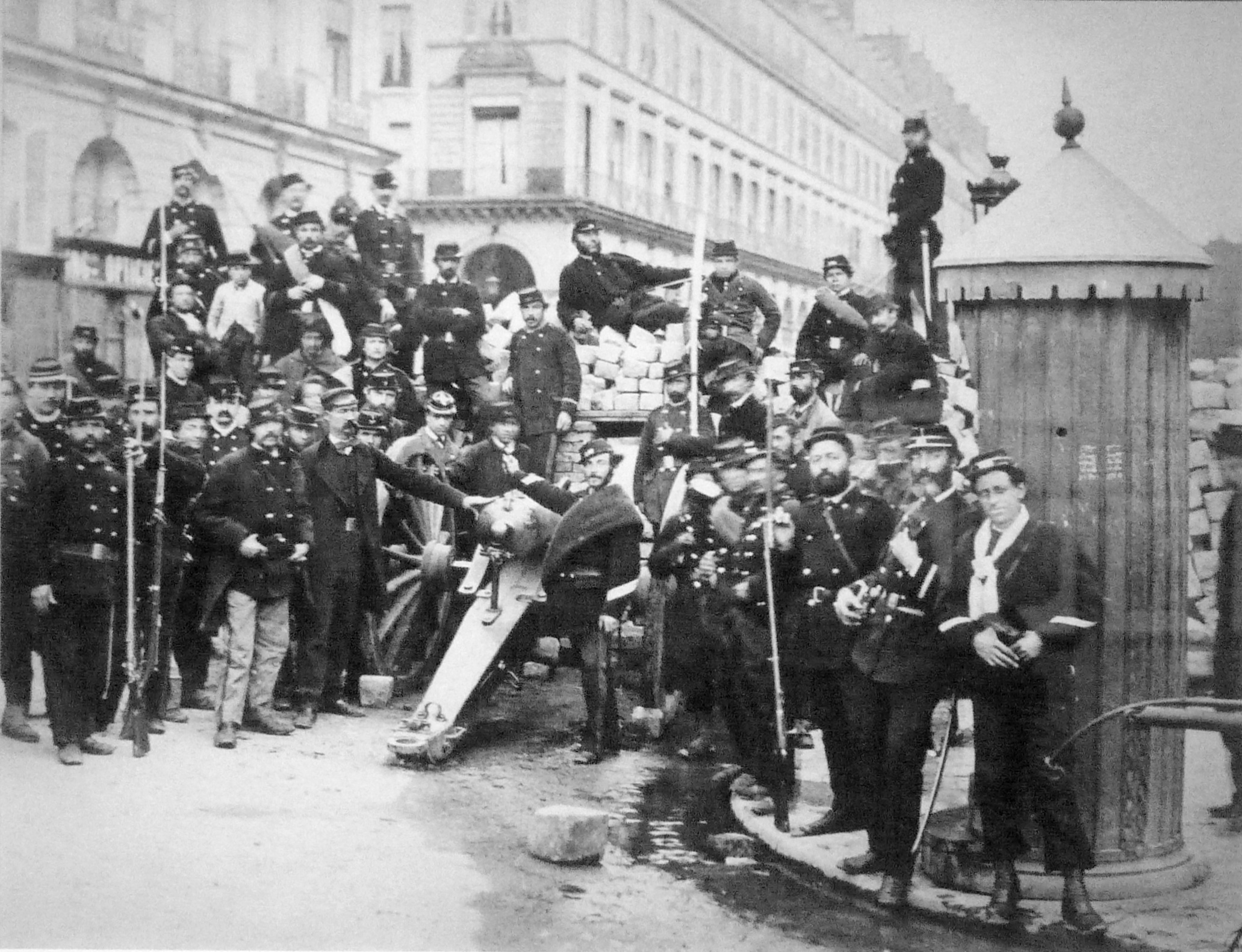
Komunardi
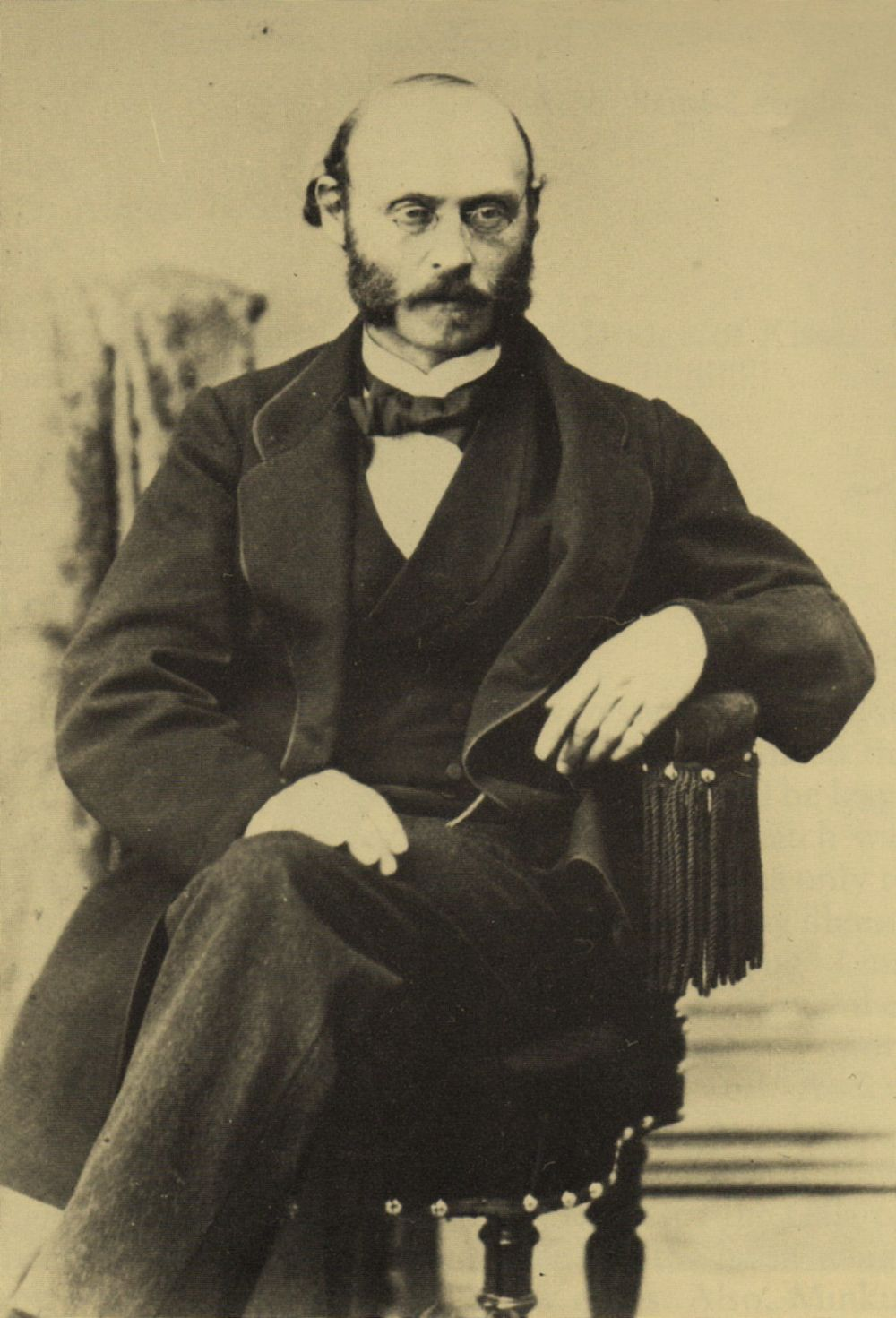
Ludwig Minkus, baletní skladatel
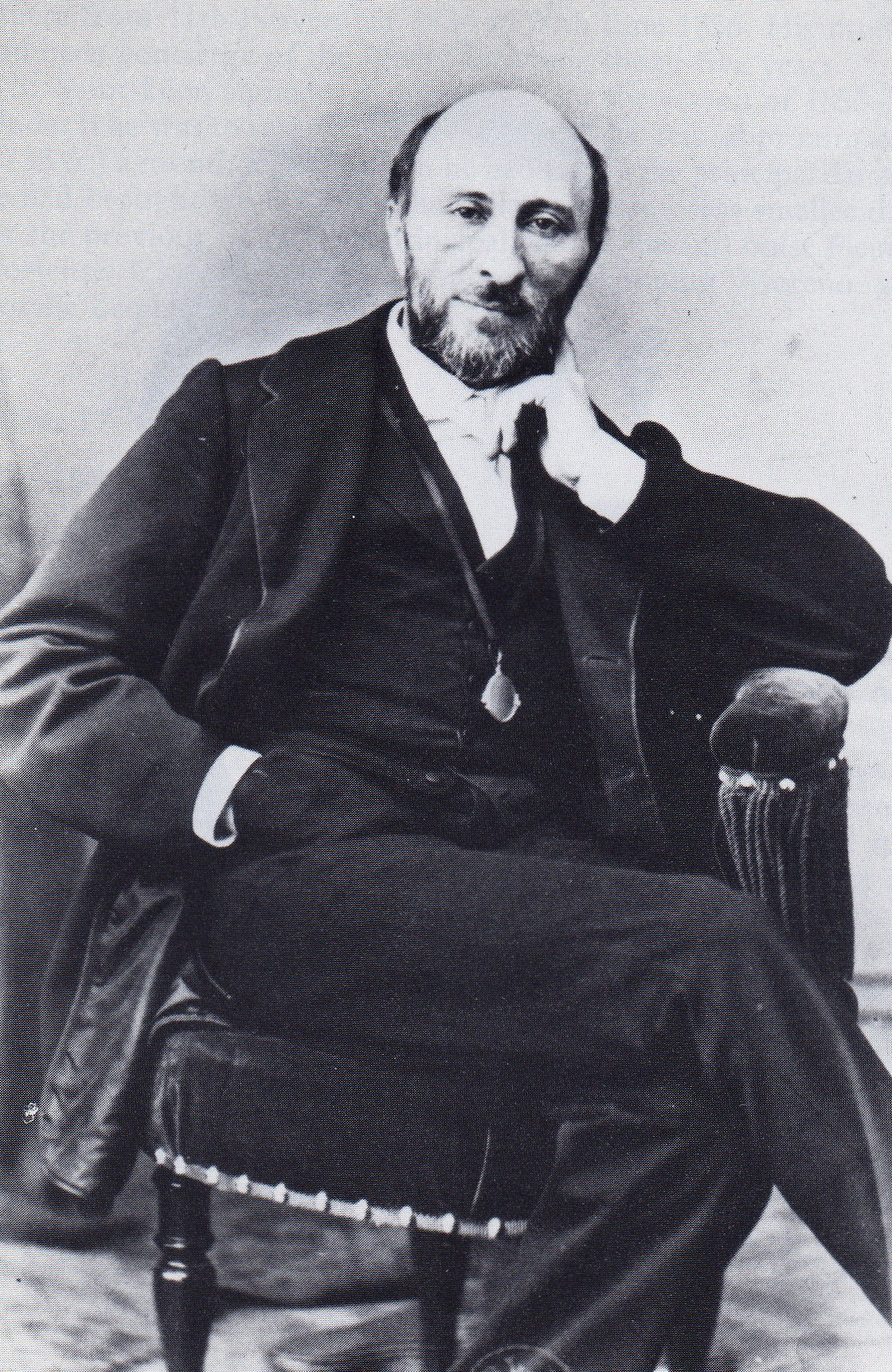
Arthur Saint-Léon, choreograf
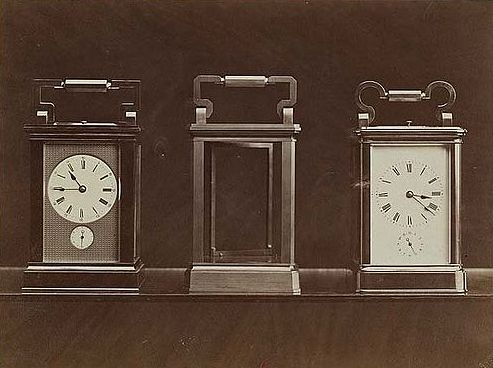
Reklamní fotografie Modèles de pendules, 1873
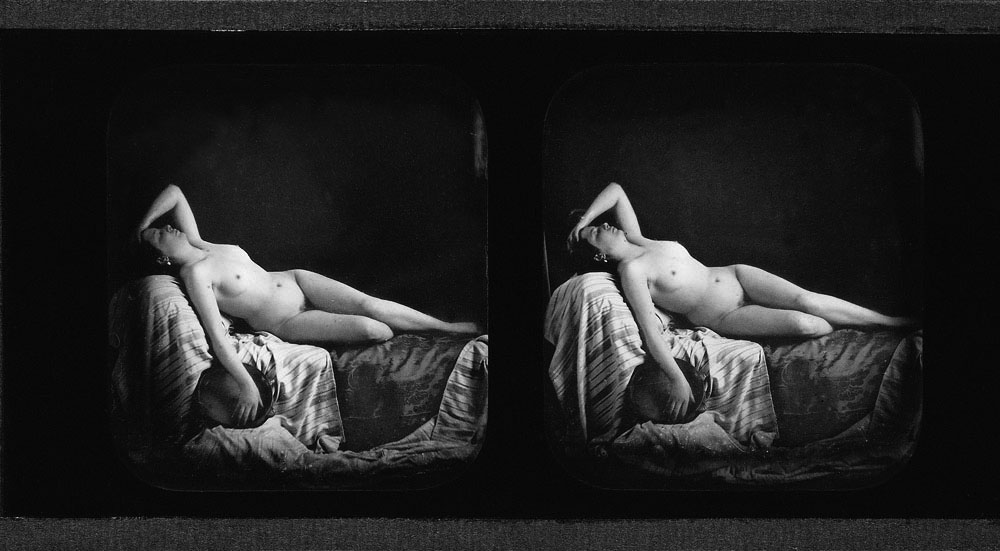
Stereofotografie ženského aktu, asi 1856